# Предел риска
«Предел риска» (оригинальное название англ. Margin Call) — финансовый триллер Джей Си Чендора, премьера которого состоялась 29 сентября 2011 года. Номинация на премию «Оскар» за лучший оригинальный сценарий.

## Сюжет
В фильме рассказывается об одном из крупных американских инвестиционных банков (прототипом которого является Lehman Brothers), находящемся на пороге финансового кризиса и банкротства.
Действие фильма происходит в течение 24 часов, во время которых сотрудники банка пытаются найти выход из складывающейся кризисной ситуации.
В банке происходит внезапное сокращение штата. Только что уволенный начальник отдела по управлению рисками Эрик Дейл (Стэнли Туччи) перед своим уходом передаёт флэшку с незаконченными расчётами одному из сотрудников отдела — Питеру Салливану (Закари Куинто). Питер остаётся после рабочего дня для того, чтобы изучить и доработать исследование Эрика. Через несколько часов он обнаруживает ужасающие факты — риск по ипотечным ценным бумагам, находящимся в портфеле банка, достиг уровня, когда дальнейшее снижение котировок этих бумаг приведёт к убыткам, сопоставимым со стоимостью всех активов инвестиционного банка.
Питер вызывает в офис младшего аналитика по рискам Сета Брегмана (Пенн Бэджли) и старшего трейдера Уилла Эмерсона (Пол Беттани), чтобы сообщить им об этом. Через несколько часов, уже после полуночи, в банке собирается весь топ-менеджмент. В два часа ночи начинается совещание по поводу этих «токсичных активов». В целом на американском рынке таких бумаг более чем на 8 триллионов долларов (половина госдолга США). Совершенно очевидно, что внезапная одномоментная продажа очень большого количества ценных бумаг крупным американским банком неминуемо приведёт к обвалу на фондовом рынке США. Невзирая на это глава банка принимает решение немедленно начать продавать «токсичные активы» с целью спасти свои капиталы.
До обеда следующего дня трейдеры банка спешно, агрессивно, с огромными дисконтами успевают избавиться от этих активов до начала сильнейшего ниспадающего тренда на фондовом рынке, который они фактически вызвали своими действиями и который, в свою очередь, дал толчок крупнейшему финансовому кризису XXI века.

## В ролях
| Актёр           | Роль                                             |
| --------------- | ------------------------------------------------ |
| Кевин Спейси    | начальник отдела по трейдингу Сэм Роджерс        |
| Пол Беттани     | старший трейдер Уилл Эмерсон                     |
| Джереми Айронс  | глава банка Джон Талд                            |
| Закари Куинто   | аналитик по рискам Питер Салливан                |
| Пенн Бэджли     | младший аналитик по рискам Сет Брегман           |
| Саймон Бейкер   | глава управления по трейдингу Джаред Коэн        |
| Мэри Макдоннелл | Мэри Роджерс                                     |
| Деми Мур        | Сара Робертсон                                   |
| Стэнли Туччи    | начальник отдела по управлению рисками Эрик Дейл |
| Аасиф Мандви    | глава управления рисками Рамеш Шах               |
| Эшли Уильямс    | Хизер Берк                                       |

## Создание
Съёмки фильма проводились с июня по август 2010 года в Манхэттене, районе Нью-Йорка. В качестве штаб-квартиры банка выступил Нью-Йоркский небоскрёб «One Penn Plaza». Картина была спродюсирована компанией Before The Door Pictures, принадлежащей актёру Закари Куинто.

## Критика
Фильм получил преимущественно положительные отзывы критиков, с рейтингом 87 % положительных отзывов на Rotten Tomatoes, и участвовал в основной конкурсной программе 61-го Берлинского международного кинофестиваля и номинировался на премию «Оскар» в категории «Лучший оригинальный сценарий».

## Награды и номинации
- 2012 — номинация на премию «Оскар» за лучший оригинальный сценарий (Джей Си Чендор)
- 2012 — две премии «Независимый дух»: лучший дебютный фильм (Джо Дженкс, Нил Додсон, Закари Куинто, Майкл Бенаройя, Джей Си Чендор, Роберт Огден Барнум, Кори Мооса), премия имени Роберта Олтмена (Джей Си Чендор, Тиффани Литтл Кейнфилд, Бернард Телси, Пенн Бэджли, Саймон Бейкер, Пол Беттани, Джереми Айронс, Мэри МакДоннелл, Деми Мур, Закари Куинто, Кевин Спейси, Стэнли Туччи), а также номинация за лучший дебютный сценарий (Джей Си Чендор)
- 2011 — премия Национального совета кинокритиков США за лучший режиссёрский дебют (Джей Си Чендор), а также попадание в десятку лучших независимых фильмов года
- 2011 — участие в основной конкурсной программе Берлинского кинофестиваля (Джей Си Чендор)